# 拉莫斯梅希亞

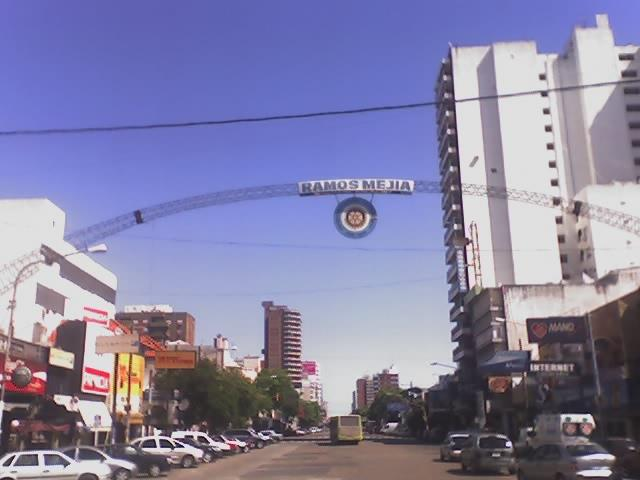
拉莫斯梅希亞

拉莫斯梅希亞（西班牙語：Ramos Mejía）是阿根廷的城鎮，位於該國東部，由布宜諾斯艾利斯省負責管轄，面積11.9平方公里，海拔高度26米，2001年人口98,547，人口密度每平方公里8,300人。
34°39′S 58°34′W / 34.650°S 58.567°W